# World Statesman Award
World Statesman Award är en utmärkelse utdelad av Stiftelsen Lyssna till samvetet i  New York. Mottagarna är regeringschefer och jämställda, vilka av stiftelsen anses ha arbetat för "gemensam förståelse, fred och tolerans".
Anna Lindh tilldelades priset postumt 2004. Göran Persson mottog det för hennes räkning.